# Einar Englund

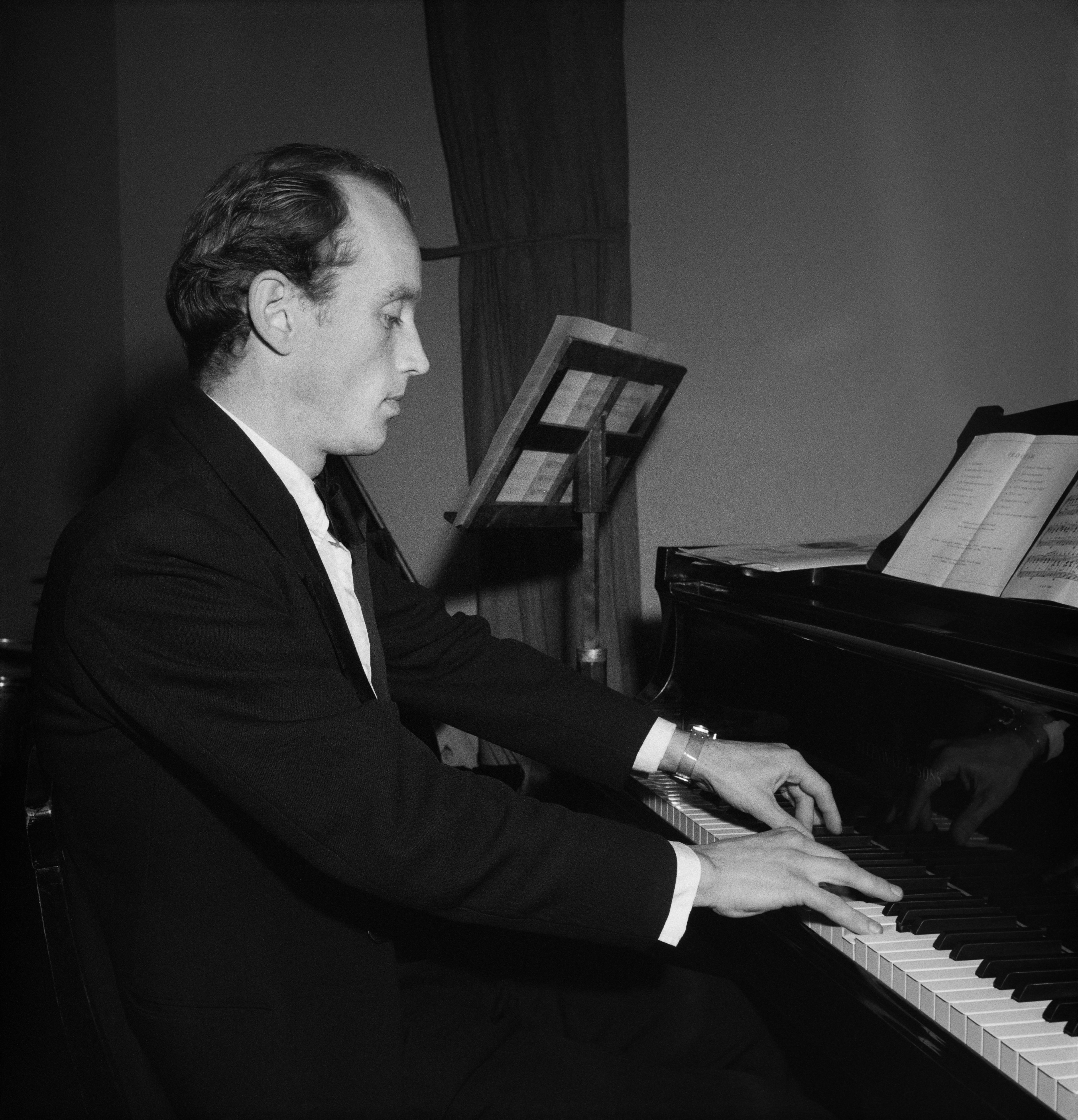
Einar Englund, 1958

Sven Einar Englund (* 17. Juni 1916 in Ljugarn, Gotland (Schweden); † 27. Juni 1999 in Visby) war ein finnischer Komponist und Pianist.

## Leben
Einar Englund war, wie auch sein berühmter Komponistenkollege Jean Sibelius, Finnlandschwede und gehörte der schwedischsprachigen Minderheit Finnlands an. Er studierte bis 1941 Komposition bei Bengt Carlson an der Sibelius-Akademie in Helsingfors (finnisch Helsinki). Weitere Lehrer waren Martti Paavola (Klavier) und der Dirigent Leo Funtek, der ihn in die Orchestration einführte, und dem Englund nach eigener Aussage sein hohes handwerkliches Können maßgeblich verdankte. Im Zweiten Weltkrieg kämpfte Englund an der Front. Die Eindrücke dieser Zeit spiegeln sich teilweise in seinen Werken wider; so trägt die erste Sinfonie von 1946 den Beinamen Krigssymfonin / Sotasinfonia („Kriegs-Sinfonie“). Ihre Uraufführung fand in Finnland starke Beachtung. 1947 gewann Englund mit seinem Orchesterwerk Epinikia, das für „Finnlands Großspiele“ (Finländska storspelen / Suomen suurkisat, ein Sport- und Kulturfest) geschrieben wurde, den 1. Preis im für die Spiele ausgeschriebenen Wettbewerb. Auf Empfehlung von  Sibelius, dem er neben anderen Werken auch sein Klavierquintett vorgelegt hatte, setzte Englund seine Studien von 1948 bis 1949 in Tanglewood bei Aaron Copland fort. Um 1950 galt er als der herausragendste unter den jungen finnischen Komponisten. 
Als ab den späten 1950er Jahren modernere Kompositionstechniken wie Zwölftonmusik und Serialismus in Finnland an Boden gewannen und ihn unter den traditioneller orientierten Tonsetzern Joonas Kokkonen allmählich als führenden Kopf abzulösen begann, verstummte Englund, zunächst als Innovator der finnischen Musik angesehen und nun als rückständig geltend, weitgehend als Komponist. Mitverantwortlich dafür war auch der Tod seiner ersten Frau im Jahr 1956. Um seine drei kleinen Kinder zu versorgen, nahm er in dieser Zeit diverse Aufträge für Bühnen- und Filmmusiken an. Erst 1971 trat Englund mit seiner dritten Sinfonie, die er selbst als sein Hauptwerk betrachtete, wieder an die Öffentlichkeit des finnischen Musiklebens. 
Von 1957 bis 1981 wirkte Englund als Lehrer für Komposition und Musiktheorie an der Sibelius-Akademie, 1976 erhielt er dort eine Honorarprofessur. Die den späteren Lebensjahren komponierten Werke waren vielfach Auftragsmusiken, geschrieben für besondere Anlässe. In den 1990er Jahren kam Englunds kompositorisches Schaffen infolge sich verschlechternder Gesundheit weitgehend zum Erliegen.
Englund, der sich auch eine Zeit lang als Unterhaltungsmusiker und Jazzpianist durchgeschlagen hatte, war neben seiner Komponistentätigkeit hinaus ausgewiesener Pianist, der auch seine eigenen Klavierkonzerte spielte. Sein erstes Klavierkonzert gilt neben dem zweiten Konzert Selim Palmgrens als meistgespieltes finnisches Werk dieser Gattung.
Englund war seit 1958 mit der Sängerin Maynie Sirén verheiratet und begleitete sie oft auf dem Flügel.

## Tonsprache
Einar Englund brach deutlich mit den bisher in Finnland dominierenden spätromantischen oder impressionistischen Vorbildern und entwickelte stattdessen in Anschluss vor allem an  Dmitri Schostakowitsch, aber auch Sergei Prokofjew und Béla Bartók einen neoklassizistisch geprägten Stil, dem er zeitlebens treu blieb. In seiner Musik dominiert meist ein herber, oft schroffer aber besonders in späteren Werken auch elegischer Tonfall. Die Formen sind überwiegend an traditionellen Modellen wie Sonatensatz oder Passacaglia orientiert, auffällig ist eine Vorliebe für kontrapunktische Gestaltungsmittel, z. B. Fugen. Obwohl Englunds Harmonik stark mit Dissonanzen angereichert ist, verlässt sie nie den Rahmen einer erweiterten Tonalität. Englund schrieb vorrangig Orchesterwerke, unter denen sieben Sinfonien und mehrere Instrumentalkonzerte herausragen. Erst in späteren Jahren folgte eine intensivere Beschäftigung mit den Gattungen der Kammermusik, Vokalmusik komponierte er selten.

## Werke (Auswahl)

### Orchestermusik
- Sinfonie Nr. 1 Krigssymfonin / Sotasinfonia („Kriegs-Sinfonie“, 1946)
- Epinikia, Sinfonische Dichtung (1947)
- Sinfonie Nr. 2 Koltrasten / Mustarastas („Die Amsel“, 1948)
- Violoncellokonzert (1954)
- Klavierkonzert Nr. 1 (1955)
- Sinfonie Nr. 3 Barbarossa (1971)
- Klavierkonzert Nr. 2 (1974)
- Sinfonie Nr. 4 für Streicher und Schlagzeug Nostalgiska / Nostalginen („Die Nostalgische“, 1976)
- Sinfonie Nr. 5 Sinfonia fennica (1977)
- Violinkonzert (1981)
- Sinfonie Nr. 6 für Chor und Orchester Aforismer / Aforismeja („Aphorismen“, nach Heraklit, 1984)
- Flötenkonzert (1985)
- Sinfonie Nr. 7 (1988)
- Klarinettenkonzert (1991)

### Kammermusik
- Klavierquintett (1941)
- Passacaglia für Orgel (1971)
- Divertimento Upsaliensis für Bläserquintett, Streichquartett und Klavier (1978)
- Klaviersonate (1978)
- Sonate für Violine und Klavier (1979)
- Konzert für 12 Violoncelli (1981)
- Sonate für Violoncello und Klavier (1982)
- Klaviertrio (1982)
- Streichquartett (1985)
- Bläserquintett (1989)

### Bühnenwerke
- Sinuhe, Ballett (Klavierfassung 1953, Orchesterfassung 1965)
- Odysseus, Ballett (1959)
- Bühnenmusik zu Max Frischs Die Chinesische Mauer (1949)

### Chorwerke
- Chaconne für gemischten Chor, Posaune und Kontrabass (1969)
- Hymnus Sepulcralis für gemischten Chor (1975)
- Kanteletar Suite für Frauenchor (1984)